# 米羅皮爾

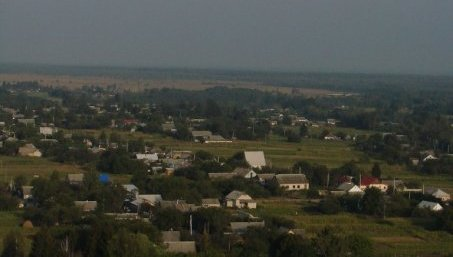

米罗皮尔是烏克蘭北部日托米爾州日托米爾區米罗皮尔市镇内的市級鎮及其行政中心，處於斯盧奇河畔，始建於1497年，面積9平方公里，海拔高度243米，2011年人口4,834人，人口密度每平方公里537人。